# تشاك بيرد
تشاك بيرد (بالإنجليزية: Chuck Baird)‏ هو فنان أمريكي، ولد في 22 فبراير 1947 في كانساس سيتي في الولايات المتحدة، وتوفي في 10 فبراير 2012 في أوستن في الولايات المتحدة.

## وصلات خارجية
- الموقع الرسمي